# Jukagirok

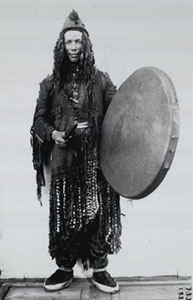
Jukagir sámán

A jukagirok Kelet-Szibériában, Jakutföldön (Oroszország) élő nép. Önelnevezésük odul vagy detkil. A 2002-es orosz népszámlálás alapján a nép lélekszáma 1000-1500 közöttire tehető. Lélekszámuk a 17. és a 19. század közt csappant meg, a cári népességpolitika és járványok miatt; napjainkra nagyrészt elkeveredtek a jakutokkal.
A mai napig nomád illetve félnomád életet élnek, vadásznak és halásznak. Rénszarvast teherhordónak is tenyésztenek.
A jukagir férfiak várható élettartama 45 év, az asszonyoké 54 év. A gyermekhalandóság a jukagirok közt a legnagyobb egész Jakutföldön.
A széles körben elterjedt orosz ortodox kereszténység mellett a mai napig jellemző a sámánizmus, a szellemhit. A halott lelke az aibidzi nevű helyre kerül, az elhunyt sámán testét ereklyeként megtartja a törzs.
Nyelvük kihalófélben van, és pillanatnyilag nem sorolható egyik nagy nyelvcsaládhoz sem. A jukagir nyelv néhány eleme (pl. magánhangzó illeszkedés) miatt egyesek az uráli nyelvcsaláddal rokonítják, ezt azonban nem sikerült nyelvészeti eszközökkel megbízhatóan igazolni. A jukagirok jakut és orosz nyelven is beszélnek.
Ősi kultúrájuk egy nagyon szép példája a különleges jukagir szerelmeslevelek.